# Skyline (presse numérique)
Pour les articles homonymes, voir Skyline.
Skyline est un groupe de medias français spécialisé dans la publicité en ligne.
Les deux plus grands médias d'information généralistes français — Le Monde et Le Figaro — commercialisent ensemble depuis 2017 leurs espaces de publicité numérique dans le cadre d'une alliance baptisée Skyline qui s'est spécialisée dans la collecte et le traitement massif des données personnelles utilisées pour la publicité ciblée.
Se positionnant comme réponse au monopole des « géants du web » — les GAFA — dans ce secteur, elle est en concurrence directe avec l'alliance plus large menée par Alliance Gravity qui réunit une centaine d'entreprises françaises de la presse, du divertissement et du commerce.

## Produit
Face à la suprématie actuelle des GAFA tels que Google,  le Groupe Le Monde et le Groupe Figaro mettent en commun depuis 2017 leurs données publicitaires afin de mieux commercialiser leur offre digitale auprès des annonceurs et d'être plus novateurs dans la publicité dite « programmatique », qui, d'après l'IAB (The Interactive Advertising Bureau), a connu en Europe une croissance de 70,3 % des investissements entre l'année 2014 et 2015.
Tentant notamment — comme le fait également en France Alliance Gravity, sa rivale directe — de détecter et de regrouper les données sociogéographiques, professionnelles, de consommation et d’achat des internautes français au moyen de traceurs invisibles tels que les cookies quand ils surfent sur le web, ces acteurs de la presse numérique couvrent à eux deux plus de 80 % des internautes français, avec 35 millions de pages vues par mois.